# Jacques Marin
Jacques Marin, född 9 september 1919 i Paris, Frankrike, död 10 januari 2001 i Cannes, Frankrike, var en fransk skådespelare. Marin medverkade i långt över 100 filmer, oftast i mindre men pregnanta roller. Han gjorde många inhopp i internationella filmer då "typiskt franska" karaktärer behövdes.

## Filmografi, urval
- 1952 – Förbjuden lek
- 1954 – På en vind i Paris
- 1955 – Någon måste dömas
- 1956 – Människor utan betydelse
- 1956 – Svart gris i Paris
- 1958 – Himlens rötter
- 1958 – Den syndfulla leken
- 1958 – Storstadsungdom
- 1958 – Samhällets olycksbarn
- 1959 – Maigret löser en gåta
- 1959 – Luffarkavaljeren
- 1960 – Drama i spegel
- 1960 – Sanningen
- 1961 – Dolt bevis
- 1963 – Charade
- 1964 – Tåget
- 1966 – Hur man stjäl en miljon
- 1968 – Flickan och motorcykeln
- 1971 – Liket i lusthuset
- 1975 – Snuten
- 1976 – Maratonmannen
- 1977 – Herbie i Monte Carlo